# Большой полк

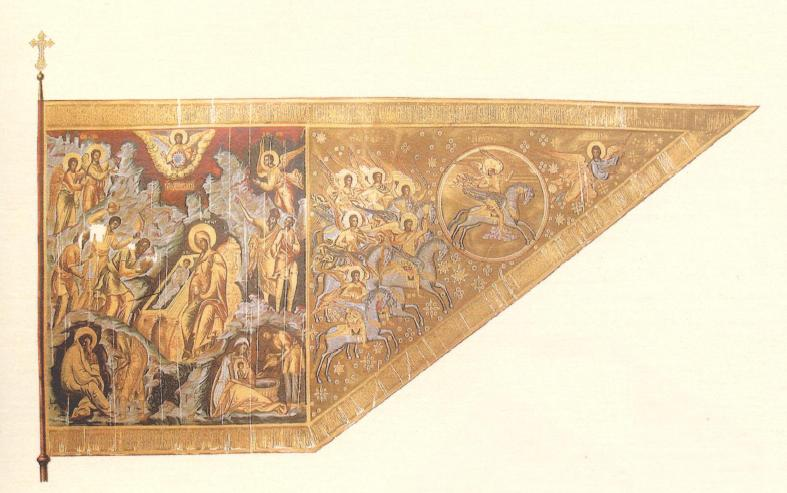
Знамя Большого полка Царя Алексея Михайловича 1654 года.

Большо́й полк или Гла́вный полк  — наименование формирования (полка) войска (рати) в Русском государстве XV–XVII века. В современности применяется историками.

## История
Большой полк был ратью или частью боевого порядка рати Московского государства, которая обыкновенно делилась на пять полков: большой полк, полк правой руки, полк передовой, полк сторожевой и полк левой руки, а иногда на три: большой полк, полк передовой и сторожевой полк, также ещё имелся тыльный (или засадный) полк. Появление засадного полка и особого отряда на Куликовом поле показывает, что полки создавались по мере надобности и сообразно обстановке, а не по единому шаблону. Со второй четверти XVII века полки правой и левой руки исчезают и в последний раз упоминаются в 1629 году во время похода их против крымских татар.
Большой полк, составлял основные силы войска в походе и в бою; как правило, занимал центральное положение в боевом строе. При формировании единого войска составлялся один большой полк, в то время как отдельные рати, следующие самостоятельно, нередко обладали своим Большим полком.
Ежегодно выставляемая против крымцев «береговая рать», на береговую службу, в 1576 году имела большой полк в Серпухове, полк правой руки — в Мишете, передовой полк — в Калуге, сторожевой полк — в Коломне и левой руки — в Кашире. Они собирались только летом, причём служилые люди, назначавшиеся в Украинный разряд, несли службу в две смены, с ранней весны по 1 июля и с 1 июля до снегов. Состав полков был неоднородный: в состав Большого полка изначально входили служилые люди Московского великого князя (затем — царя), в XVII веке полк состоял в основном из дворян. Со времён Ивана IV в состав Большого полка входили также стрельцы; общее число воинов иногда достигало нескольких тысяч (обычно — несколько сотен), и в таком случае полк имел 3 — 5 воевод. Большой полк организационно состоял из тысяч, сотен, полусотен и десятков. Во главе тысячи состоял воевода (тысяцкий). Сотней командовал голова, полусотней — пятидесятник, десятком — десятник.
Главой Большого полка был Большой воевода, бывший главным начальником всего войска; по званию был старше всех военачальников, за исключением дворцового воеводы. Назначался обычно из бояр и окольничих.
В 1680 году была осуществлена военно-административная территориальная реформа, в результате которой все ратные люди были перераспределены по 9 разрядам. Это были Московский, Северский (Севский), Владимирский, Новгородский, Казанский, Смоленский, Рязанский, Белгородский и Тамбовский разряды (Тульский или Украинный был упразднён, Сибирские разряды реформа не затронула). В результате этой реформы вся европейская часть России была разделена на разряды, ратные люди которых были сформированы в разрядные полки. Был сформирован постоянный Большой полк, расположенный в одном из приграничных разрядов.
Последнее упоминание о Большом полку относится к 1698 году.
Известны численности царского большого полка (походных ратей) по данным разрядных росписей, проанализированных историком О. А. Курбатовым.
| Год разряда | Наименование полков Русской походной рати | Наименование полков Русской походной рати | Наименование полков Русской походной рати | Наименование полков Русской походной рати | Наименование полков Русской походной рати | Общая численность личного состава |
| Год разряда | Большой                                   | Правой руки                               | Передовой                                 | Сторожевой                                | Левой руки                                | Общая численность личного состава |
| 1558        | 15 сотен                                  | 10 сотен                                  | 8 сотен                                   | 8 сотен                                   | 6 сотен                                   | 47 сотен                          |
| 1572        | 2 905                                     | 2 240                                     | 2 040                                     | 1 713                                     | 1 351                                     | 10 249                            |
| 1604        | 4 097                                     | 2 888                                     | 2 521                                     | 2 015                                     | 1 600                                     | 13 121                            |